# Maxim-Gorki-Theater

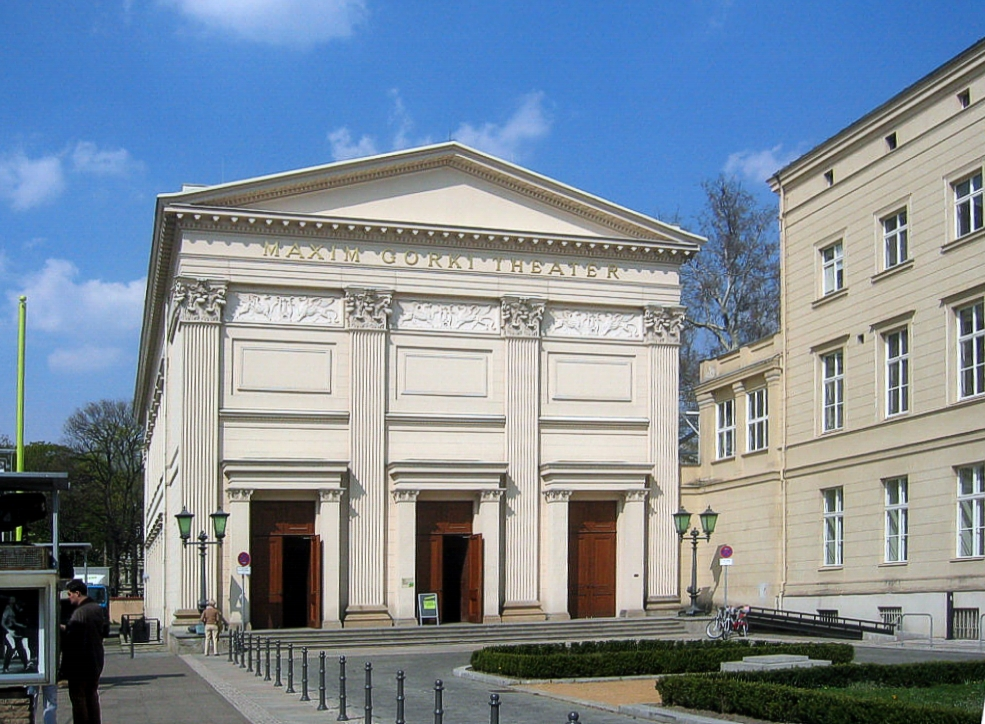
Maxim-Gorki-Theater

Maksim Gorkij-teatern, tyska Maxim-Gorki-Theater, är en teater i Dorotheenstadt i stadsdelen Mitte i Berlin. Teatern grundades 1952, i dåvarande Östberlin i DDR, och den första föreställningen ägde rum samma år. Den har fått sitt namn efter Maksim Gorkij.
Byggnaden var ursprungligen ett konserthus från 1827 för Sing-Akademie zu Berlin, som ritades av Carl Theodor Ottmer baserat på planer av Karl Friedrich Schinkel. Den byggdes om 1888 efter ritningar av Konrad Reimer och Friedrich Körte. 
Byggnaden skadades under andra världskriget och konfiskerades efter kriget av den ryska ockupationsmakten. Från 1947 användes den som teaterlokal för granninstitutionen Haus der Kultur der Sowjetunion.  